# XI. sjezd KSČ
XI. sjezd KSČ byl sjezd tehdy vládnoucí Komunistické strany Československa konaný v Československé republice roku 1958.
Sjezd se odehrával ve dnech 18.–21. června 1958. Konal se v Praze. Účastnilo se ho 1421 delegátů, kteří zastupovali 1 422 199 tehdejších členů KSČ. Prvním tajemníkem strany byl zvolen Antonín Novotný, předsedou Ústřední revizní komise se stal Josef Štětka, předsedou Komise stranické kontroly Jan Harus. Sjezd zvolil 97 členů a 50 kandidátů Ústředního výboru Komunistické strany Československa.
Sjezd se odehrával v době po odhalení zločinů Stalina na XX. sjezdu KSSS a po maďarském povstání. KSČ dokázala tyto mezinárodní otřesy vstřebat, v Československu nedošlo k masivnímu narušení statu quo a XI. sjezd se proto zaměřil na dovršení budování socialismu v Československu, v duchu Generální linie výstavby socialismu přijaté stranou roku 1949.